# Raymond Poisson (Bischof)

Wappen von Raymond Poisson als Bischof von Joliette

Raymond Poisson (* 30. April 1958 in Saint-Hyacinthe) ist ein kanadischer Geistlicher und römisch-katholischer Bischof von Saint-Jérôme-Mont-Laurier.

## Leben
Raymond Poisson schloss sein Theologiestudium in Montréal ab. Am 9. Dezember 1983 empfing er die Priesterweihe. Im Anschluss folgte ein Promotionsstudium an der Gregoriana in Rom. Thema seiner ekklesiologischen Dissertation war das Kirchen- und Eucharistieverständnis Teilhard de Chardins. Nach seiner Rückkehr nach Kanada wirkte er als Privatsekretär des Bischofs von Saint-Jean-Longueuil und als Pfarrer im Pastoralen Raum Sainte-Marguerite-d’Youville.
Papst Benedikt XVI. ernannte ihn am 1. Mai 2012 zum Weihbischof in Saint-Jérôme und Titularbischof von Gegi. Der Bischof von Saint-Jérôme, Pierre Morissette, spendete ihm am 15. Juni desselben Jahres die Bischofsweihe; Mitkonsekratoren waren Luc Cyr, Erzbischof von Sherbrooke, und Lionel Gendron PSS, Bischof von Saint-Jean-Longueuil.
Papst Franziskus ernannte ihn am 8. September 2015 zum Bischof von Joliette. Die Amtseinführung fand am 4. November desselben Jahres statt.
Am 18. Mai 2018 ernannte ihn der Papst zum Koadjutorbischof von Saint-Jérôme. Mit dem Rücktritt Pierre Morissettes am 21. Mai 2019 trat er dessen Nachfolge als Bischof von Saint-Jérôme an. Am 1. Juni 2020 ernannte ihn Papst Franziskus zum Bischof von Mont-Laurier unter gleichzeitiger Vereinigung der Bistümer Saint-Jérôme und Mont-Laurier in persona episcopi. Die Amtseinführung in Mont-Laurier erfolgte am 23. Juni desselben Jahres. Mit der vollständigen Vereinigung der Bistümer Saint-Jérôme und Mont-Laurier am 1. Juni 2022 wurde er von Papst Franziskus zum Bischof von Saint-Jérôme-Mont-Laurier ernannt.
Seit Oktober 2021 ist er Vorsitzender der kanadischen Bischofskonferenz.

## Veröffentlichungen
- Église et eucharistie dans la pensée de Pierre Teilhard de Chardin, Dissertation, Rom 1989.